# Hanka Wójciak
Hanka Wójciak, właśc. Anna Wójciak (ur. 7 kwietnia 1987 w Zakopanem) – polska wokalistka, kompozytorka, autorka tekstów, laureatka pierwszej nagrody na 46. Studenckim Festiwalu Piosenki w 2010.

## Życiorys
W dzieciństwie występowała z zespołami „Giewont” i „Akord” z Zakopanego. Uczennica Państwowej Szkoły Muzycznej II stopnia im. Władysława Żeleńskiego Krakowie w klasie śpiewu klasycznego. Licencjat z pedagogiki społeczno-opiekuńczej na Uniwersytecie Jagiellońskim. 
Podczas 46. Studenckiego Festiwalu Piosenki zaprezentowała autorskie kompozycje: Modlitwa oraz My, Artyści! W 2008 wraz z Antonim Krupą (Jazz Band Ball Orchestra) przygotowała program bluesowo-jazzowy, w którym koncertowała m.in. razem z Markiem Michalakiem, Jackiem Królikiem oraz Jarkiem Śmietaną.
Na zaproszenie Jarosława Śmietany nagrała wokale na jego płycie Psychedelic – Music Of Jimi Hendrix z czerwca 2009 r. We współpracy z Kubą Ostaszewskim, komponującym dla Teatru STU, nagrała wokale wykorzystane w spektaklu Romeo i Julia. Jej utwór Janicku mój (góralski erotyk oparty na skali orientalnej) przez kilka tygodni zajmował pierwsze miejsce Alternatywnej Listy Przebojów Radia Kraków. W roku 2008 w konkursie „Pamiętajmy o Osieckiej” wygrała w Sopocie II etap i otrzymała w finale w Warszawie trzecią nagrodę. Jej aranżacja utworu Byle nie o miłości z muzyką Adama Sławińskiego znalazła się na płycie Pamiętajmy o Osieckiej zawierającej najlepsze wykonania laureatów Konkursu z lat 2002–2008. Na zaproszenie Jarosława Śmietany nagrała wokale na jego płycie Psychedelic – Music Of Jimi Hendrix [5][6] z czerwca 2009 r.
Podczas 46. Studenckiego Festiwalu Piosenki w Krakowie (2010) zaprezentowała autorskie kompozycje: Modlitwa oraz My, Artyści! Po wygranej założyła zespół Kapela Hanki Wójciak, uhonorowany statuetką Srebrne Serce (II nagroda) w Konkursie Twórców i Wykonawców Piosenkarnia na Festiwalu Twórczości Korowód w Krakowie 2011.
Jako aktorka amator zagrała rolę Panny Młodej w słuchowisku „Wesele”, opartym na dramacie Stanisława Wyspiańskiego (reżyseria: Andrzej Seweryn, premiera: Radio Kraków, luty 2012); obok m.in. Anny Dymnej, Krzysztofa Globisza, Jerzego Treli i Anny Polony. Wcieliła się także w rolę śpiewającej Babiej Góry w spektaklu „Nieudany Krewniak” (scenariusz i reżyseria: Maja Kubacka, premiera: Teatr „Groteska”, czerwiec 2012).
We współpracy z Tadeuszem Kulasem nagrała wokale do spektaklu Karamazow w reżyserii Jacka Orłowskiego (premiera – Teatr im. Stefana Jaracza w Łodzi, 2013) Opiekunka osoby niepełnosprawnej (Polski Komitet Pomocy Społecznej w Krakowie) 2010–2012; Animatorka muzyczna w Pracowni Arete w Krakowie (2010–); Dziennikarka redakcji muzycznej Radio Kraków, gdzie prowadzi autorską audycję „Wieczór panieński”, poświęconą polskiej piosence (2012–); współpracuje z kwartalnikiem kulturalnym Liry–Dram, współtworząc redakcję muzyczną (2012–).

## Dyskografia
29 czerwca 2014 roku nakładem Radia Kraków ukazała się debiutancka płyta Kapeli Hanki Wójciak „Znachorka”, zawierająca 14 autorskich utworów.
W muzyce Kapeli można odnaleźć echa muzyki orientalnej i celtyckiej, polskie motywy ludowe, połamane rytmy, wokalną improwizację w rejestrze gwizdkowym. Prostota i powtarzalność motywów przeplata się tutaj z improwizacją, spokój z dzikością, radość ze smutkiem. To muzyka w swym założeniu bliska ziemi, ludyczna, taneczna i transowa zarazem.
Teksty Hanki Wójciak opisują współczesny świat, ale ukryte w nich archaizmy i słowa zaczerpnięte z góralskiej gwary przydają piosenkom baśniowości, ludowości.
Płytę zarekomendowali: Muniek Staszczyk – To poważna, dramatyczna propozycja tekstowo muzyczna, oparta w uczciwy sposób na góralszczyźnie, ale zupełnie inaczej, alternatywnie do tatrzańskiej cepelii w sosie tatro-polo.  Materiał wybuchowy, pełen kipiącej emocji. Zostawia łzy i ciarki na plecach oraz Piotr Metz – Jest taka jak na okładkowym zdjęciu, lekko uśmiechnięta, ale kryjąca w sobie tajemnicę, liryczna, ale wybuchowa. Góralski temperament jest u niej tylko punktem wyjścia do własnej artystycznej drogi. Dodajcie ją koniecznie do swoich znajomych.
W grudniu 2014 r. nakładem Radia Kraków ukazała się EPka „Kapela Hanki Wójciak na Święta”, zawierająca kolędy i pastorałki (Hej Malućki, Dzisiaj w Betlejem, Północ już była) oraz premierowy, autorski utwór „Broda Pana Boga”. W 2015 roku ukazało się wznowienie płyty, sygnowane przez agencję liderki zespołu (Anna Wójciak Muzyczna Agencja).
W maju 2016 r. ukaże się edycja specjalna płyty „Znachorka”  z odmienioną szatą graficzną (zdjęcia Michała Zięby, grafika Anny Fidzińskiej) oraz dwoma bonus trackami – Janicku mój oraz Krew nie woda. Wydawcą i producentem płyty jest Anna Wójciak Muzyczna Agencja.

## Ważniejsze koncerty
- Festiwal Twórczości Korowód, Kraków 2012;
- II Międzynarodowy Festiwal Zbliżenia Kultur, Warszawa 2012;
- 15. Festiwal Pamiętajmy o Osieckiej, Warszawa 2012;
- Muzyczna Zohylina – Otwarte Spotkania Muzyczne, Głodówka 2012;
- Muzyka Zaklęta w Drewnie (Sękowa 2012, Sidzina 2013, Binarowa 2013);
- Letnia Scena Radia Kraków, Kraków 2013;
- V Ulica Kultury, Opole 2013;
- Forum Ekonomiczne, Krynica 2014;
- Polski Ośrodek Społeczno-Kulturalny, Londyn 2014;
- Istituto Polacco di Roma, Rzym 2014;
- Festiwal Gitarą i Piórem, Karpacz 2015;
- Radio Gdańsk 2015, Radio Koszalin 2015, Radio Białystok 2015,
- Wędrowny Festiwal Filharmonii Łódzkiej „Kolory Polski” 2015,
- Polskie Dni w Pradze, Praga 2015;
- Festiwal Partnerstwa Polsko – Ukraińskiego, Lwów 2015;
- Ambasada Rzeczypospolitej Polskiej w Rzymie, 2015.

## Nagrody
- 2008: III Nagroda w IX Ogólnopolskim konkursie „Pamiętajmy o Osieckiej”
- 2010: I Nagroda na 46. Studenckim Festiwalu Piosenki
- 2011: Statuetka Srebrne Serce (II nagroda) w Konkursie Twórców i Wykonawców „Piosenkarnia” na Festiwalu Twórczości Korowód w Krakowie